# Miri Mesika
Miri Mesika (in ebraico: מירי מסיקה; Herzliya, 3 maggio 1978) è una cantante, attrice e personaggio televisivo israeliana.

## Biografia
Nel 2005 il suo album d'esordio, Miri Mesika, è stato certificato doppio disco di platino in Israele. Successivamente ha riscosso altri successi con i suoi album seguenti: Shalom LaEmunot (disco di platino nel 2007), Hadashot Tovot (disco d'oro nel 2010) e Melekh (disco d'oro nel 2010). Successivamente ha pubblicato gli album Simanim al hachol (2014), The God of Small Things (2017) e Ocean (2021).
Attiva anche in campo teatrale, ha recitato in diversi musical in Israele, tra cui Joseph and the Amazing Technicolor Dreamcoat nel 2008. Nel 2022 ha esordito sulle scene londinesi nel ruolo di Dina in The Band's Visit alla Donmar Warehouse, grazie al quale ha ottenuto una candidatura al Laurence Olivier Award alla migliore attrice in un musical. In campo televisivo invece è stata un giudice nell'edizione israeliana di American Idol nel 2012 e ha lavorato come coah in The Voice of Israel nel 2016.

## Discografia

### Album in studio
- 2005 - Miri Mesika
- 2007 - Shalom LaEmunot
- 2010 - Hadashot Tovot
- 2012 - Melekh
- 2014 - Simanim al hachol
- 2017 - The God of Small Things
- 2021 - Ocean